# Kaunisnurmi
Kaunisnurmi  est un quartier et une zone statistique du district central de Kouvola en Finlande .

## Description
Kaunisnurmi est situé à l'ouest du  centre-ville de Kouvola, c'est-à-dire du quartier de Kangas, à côté de la voie ferrée.
La zone statistique de Kaunisnurmi comprend également la zone de Kasarminmäki. 
Le quartier abrite, entre autres, l'Église de la Sainte Croix.
Les quartiers voisins sont Kangas, Sarkola, Kankaro et Korjala.

## Galerie

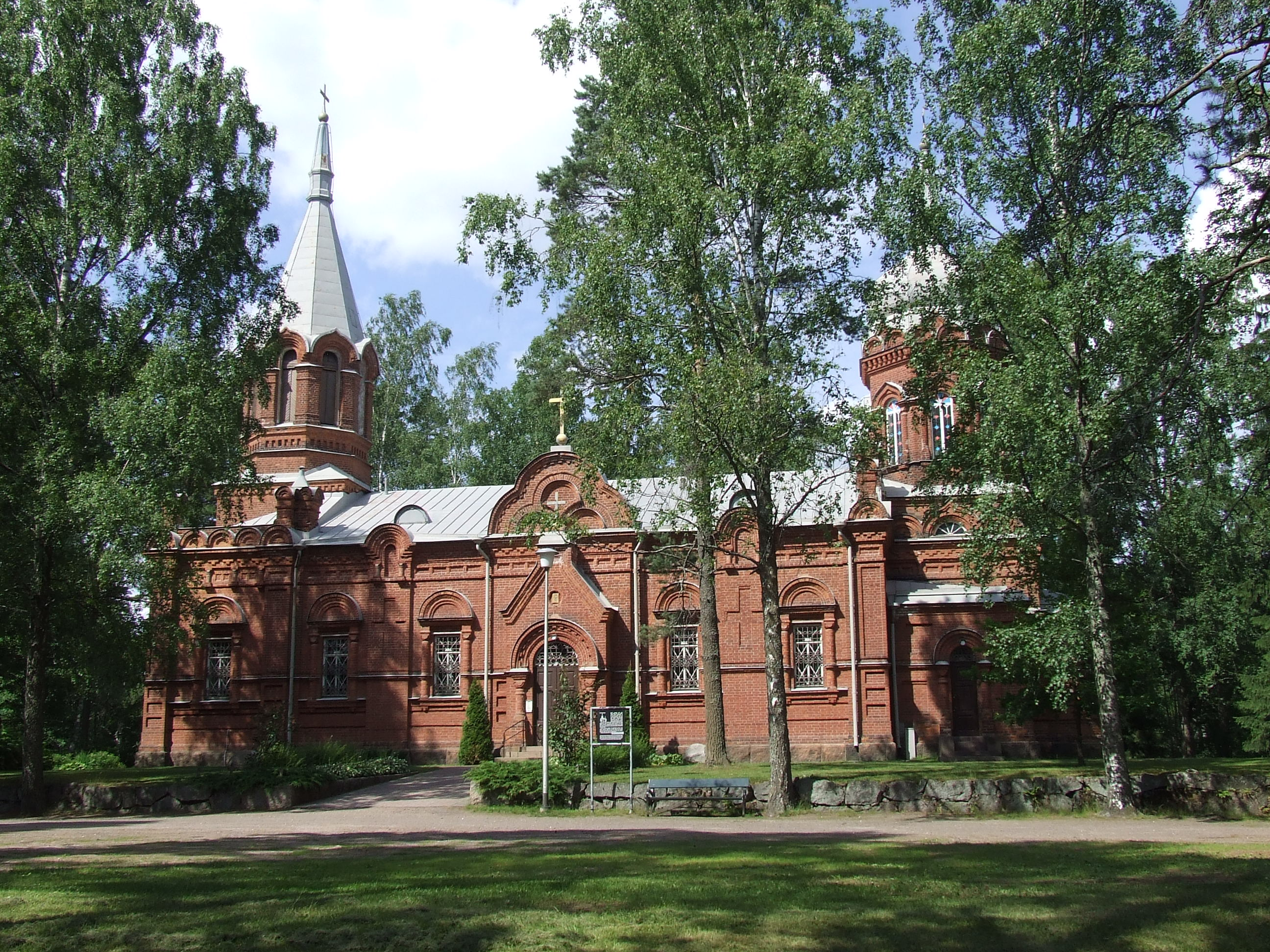
Église de la Sainte Croix.